# マクシミリアン2世 (神聖ローマ皇帝)

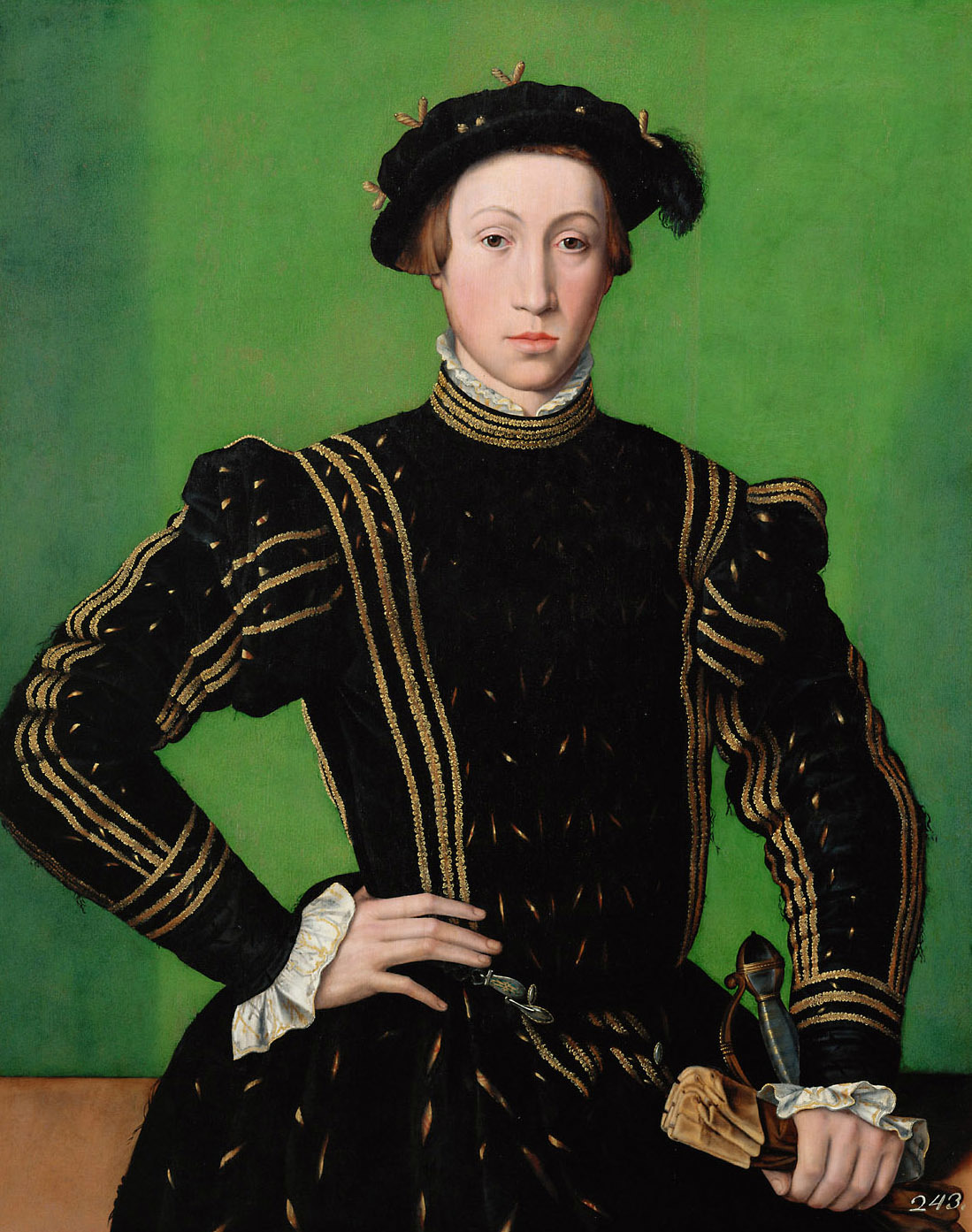
若き日のマクシミリアン2世（ウィリアム・スクロッツ画、美術史美術館蔵）

マクシミリアン2世（ドイツ語：Maximilian II, 1527年7月31日 - 1576年10月12日）は、神聖ローマ皇帝（在位：1564年 - 1576年）・ハンガリー国王（在位：1563年 - 1572年）・ボヘミア国王（在位：1562年 - 1575年）。
ハプスブルク帝国の礎を築いたフェルディナント1世と皇后アンナの息子。皇帝としてカトリック教徒に留まりながらプロテスタントにも理解があり、平和を保ち続けた。

## 生涯
マクシミリアン2世は宗教改革における争いでルター派に共感を抱いていたが、父が廃嫡を仄めかしてそれを禁じたため、カトリックに留まり、プロテスタント派の諸侯を失望させた。
皇帝になった後、マクシミリアン2世はプロテスタント派に宗教の自由を認め、同時にカトリックを改革しようとしたが、スペインの反対により失敗した。ハンガリーにおいてはオスマン帝国の駆逐に失敗し、スルタンにキリスト教徒に対する保護金を払い続けていた。
1570年には軍の実権を握ろうとしたが、これを警戒するプロテスタント諸侯の反対で失敗した。同年、ハンガリーの対立王ヤーノシュ・ジグモンドが王位請求を放棄、マクシミリアン2世の王位を認めた。これと引き換えにヤーノシュ・ジグモンドをトランシルヴァニア公とした。
1573年に一旦ポーランド国王に選出されたが、これを実効支配することはできなかった（ポーランド王位は宿敵ヴァロワ家のフランス国王 アンリ3世に奪われる）。
1576年、「余の司祭は天におわす」と臨終の秘蹟を拒んで逝去。

## 人物
1547年、ミュールベルクの戦いを契機にプロテスタントを知ったとされる。カトリックとプロテスタントの宗教和議に奔走し、現代の歴史家には「コスモポリタンで、人文主義、エラスムス主義キリスト教の代表者」と評されているが、当時の宗教対立の激化で人文主義、エラスムス主義キリスト教はニコデモ主義と批判された。 そのためカトリックを守護するはずの神聖ローマ皇帝でありながら、マクシミリアンはプロテスタント寄りの姿勢をとる。皇帝兼スペイン国王の伯父カール5世から、皇帝不在時のマドリード総督に任命され、スペインで暮らしたこともある。しかしスペインでの生活はプロテスタント的なマクシミリアンには合わなかった。語学が堪能で、自然科学にも造詣が非常に深かったとされる。

## 子女
1548年に皇帝カール5世の娘で従妹に当たるマリア・フォン・シュパーニエンと結婚した。2人の間には16人の子供が生まれた。
- アンナ（1549年 - 1580年） - スペイン国王フェリペ2世妃
- フェルディナント（1551年 - 1552年）
- ルドルフ2世（1552年 - 1612年） - 神聖ローマ皇帝
- エルンスト（1553年 - 1595年） - スペイン領ネーデルラント総督
- エリーザベト（1554年 - 1592年） - フランス国王シャルル9世妃
- マリー（1555年 - 1556年）
- マティアス（1557年 - 1619年） - 神聖ローマ皇帝
- 男子（死産、1557年）
- マクシミリアン（1558年 - 1618年） - ドイツ騎士団総長
- アルブレヒト（1559年 - 1621年） - スペイン領ネーデルラント総督
- ヴェンツェル（1561年 - 1578年） - スペイン・マルタ騎士団団長
- フリードリヒ（1562年 - 1563年）
- マリア（1564年）
- カール（1565年 - 1566年）
- マルガレータ（1567年 - 1633年） - 修道女
- エレオノーレ（1568年 - 1580年）